# 1360
Пізнє Середньовіччя •  Реконкіста •  Ганза •  Авіньйонський полон пап •  Монгольська імперія •  Столітня війна

## Геополітична ситуація
Імператором Візантії є Іоанн V Палеолог (до 1376), Карл IV Люксембург — імператором Священної Римської імперії (до 1378). У Франції править Іоанн II Добрий (до 1364).
Апеннінський півострів розділений: північ належить Священній Римській імперії, середню частину займає Папська область, південь належить Неаполітанському королівству. Деякі міста півночі: Венеція, Піза, Генуя тощо, мають статус міст-республік. Триває боротьба гвельфів та гібелінів.
Майже весь Піренейський півострів займають християнські Кастилія і Леон, де править Педро I (до 1366), Арагонське королівство та Португалія, під владою маврів залишилися тільки землі на самому півдні. Едуард III королює в Англії (до 1377), Магнус Еріксон є королем Швеції (до 1364), а його син Гокон VI — Норвегії (до 1380), королем Польщі — Казимир III (до 1370). У Литві княжить Ольгерд (до 1377).
Руські землі перебувають під владою Золотої Орди. Триває війна за галицько-волинську спадщину між Польщею та Литвою. Польський король Казимир III захопив Галичину, литовський князь Ольгерд — Волинь.
У Києві править князь Федір Іванович. Ярлик на володимирське князівство має суздальський князь Дмитро Костянтинович (до 1363).
Монгольська імперія займає більшу частину Азії, але вона розділена на окремі улуси, що воюють між собою. У Китаї, зокрема, править монгольська династія Юань. У Єгипті владу утримують мамлюки. Мариніди правлять у Магрибі. Делійський султанат є наймогутнішою державою Індії. В Японії триває період Муроматі.
Цивілізація майя переживає посткласичний період. Почали зароджуватися цивілізація ацтеків та інків.

## Події

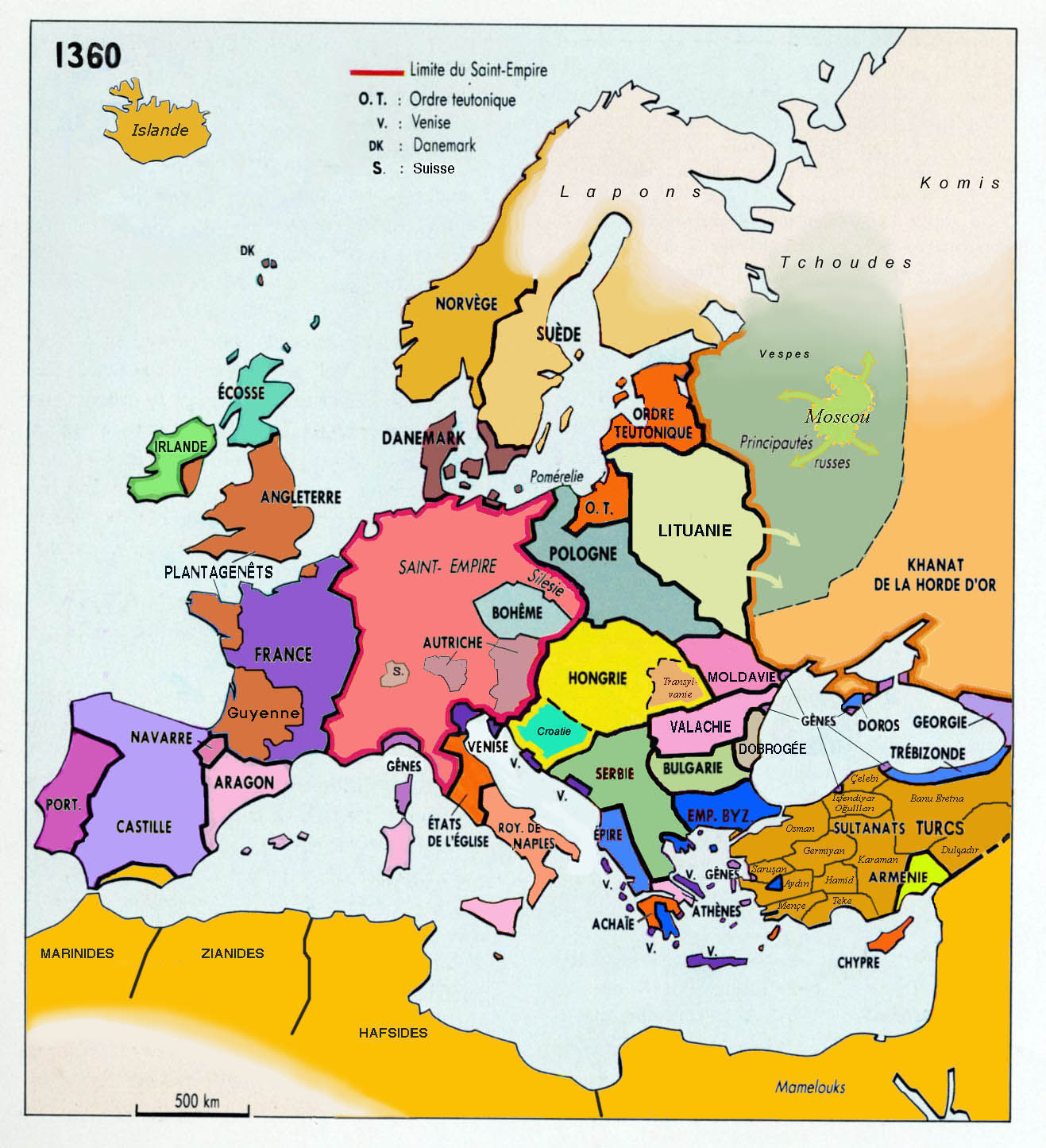
Європа 1360 року

- Владу в Золотій Орді захопив Наурузбек.
- Англійський король Едуард III спробував захопити Реймс, щоб коронуватися в ньому, однак йому не вдалося цього зробити. Французький дофін Карл використовував проти англійців тактику спаленої землі, виснажуючи ворога нестачами провіанту й фуражу.
- Нормандці здійснили напад на англійське місто Вінчелсі.
- Перший етап Столітньої війни завершився підписанням у Бретіньї договору між Англією та Францією. Англійський король Едуард III відмовився від претензій на французьку корону в обмін на значні територіальні надбання. Французького короля Іоанна II Доброго відпустили з полону.
- Король Данії Вальдемар IV Аттердаг відвоював у Швеції Сканію.

## Народились
- Ульріх фон Юнгінген (1360 — 15 липня 1410) — 26-й великий магістр Тевтонського Ордену з 1407 по 1410 роки.